# Biblioteca centrale di Zurigo
La Biblioteca centrale di Zurigo (in tedesco Zentralbibliothek Zürich) è una biblioteca pubblica e scientifica, si trova nel centro storico della città, a Zähringerplatz 6. In quanto biblioteca comunale, cantonale e universitaria offre informazioni a un vasto pubblico e soddisfa anche le esigenze dell'insegnamento e della ricerca. Inoltre provvede a documentare e archiviare in modo esaustivo i supporti di memorizzazione editi o inediti relativi al cantone, alla città e agli abitanti di Zurigo, i cosiddetti Turicensia. Alla Biblioteca Centrale è stato recentemente ritrovato il più antico documento della lirica italiana, un frammento manoscritto - risalente al terzo decennio del XIII secolo - della poesia Resplendiente stella de albur di Giacomino Pugliese, versatile ed enigmatico poeta della cosiddetta Scuola siciliana nata alla curia dell'imperatore Federico II di Svevia. 

## Storia
La Biblioteca Centrale di Zurigo fu fondata nel 1914. Il nome “Biblioteca Centrale” deriva dalla fusione, auspicata alla fine dell'Ottocento, della biblioteca cantonale e di quella comunale.

### Biblioteca capitolare e la biblioteca cantonale
La storia delle biblioteche di Zurigo – e per questo anche di quella della Biblioteca Centrale – risale all'alto medioevo con gli statuti del 1259 della biblioteca capitolare dei Santi Felice e Regola di Zurigo. La maggior parte del patrimonio originario andò però perso durante la riforma protestante, in particolar modo nell'“assalto ai libri” del 14 settembre del 1525. La biblioteca capitolare si conservò come tale, ma il numero delle opere fu ridotto a soli 470 volumi. Dal 1532 l'umanista alsaziano Konrad Pelikan (1478-1556) si prodigò per la biblioteca capitolare ampliandola costantemente con i libri provenienti dalle proprietà ecclesiastiche presenti a Zurigo e dintorni e con quelli della biblioteca di Ulrico Zwingli (1484-1531) acquistati dal capitolo per 200 libbre. Nel catalogo aggiornato fino al 1551 figurano circa 770 volumi (manoscritti e stampe) con circa 1100 titoli. Molteplici acquisti e donazioni arricchirono considerevolmente nei tre secoli seguenti il patrimonio.
Nel 1831 il capitolo fu sciolto e la biblioteca capitolare costituì con quasi 3500 volumi e 14.000 titoli il nucleo della nuova biblioteca cantonale creata nel 1835. Per un decreto del governo cantonale vi confluirono i fondi dell'università fondata nel 1833 (con circa 340 volumi), della biblioteca liceale risalente al 1827 (con circa 1700 volumi di scritti in prevalenza teologici e filosofici), così come quelli della scuola industriale (con solo pochi titoli) e della scuola di farmacia veterinaria (con circa 110 volumi). Nel 1863 la biblioteca cantonale incorporò anche la vasta biblioteca del monastero benedettino di Rheinau, fondato nel 778 e soppresso nel 1862, il cui patrimonio di 12000 volumi comprende 200 manoscritti pergamenacei e 230 cartacei, come pure testi di teologia, filosofia e storia.
Lunghi e da ultimo insolubili litigi fra i membri dell'ancora giovane università e quelli della biblioteca comunale, fondata nel 1634, sfociarono nella fondazione di una “Biblioteca degli Istituti Scolastici Cantonali”, sistemata dapprima negli edifici retrostanti del convento soppresso degli Ordine degli agostiniani, poi dal 1855 nella vecchia zecca e infine dal 1873 nel coro della chiesa dei Predicatori (Predigerkirche). La biblioteca comunale s'ostinò a mantenere nei riguardi dei professori provenienti da fuori le tradizionali norme d'ammissione che permettevano l'accesso alla biblioteca quasi esclusivamente ai cittadini patrizi di Zurigo. Questa situazione inaccettabile per l'università portò alla fondazione della biblioteca cantonale, cui venne affidato l'incarico di fungere da biblioteca scientifica.

### Biblioteca comunale

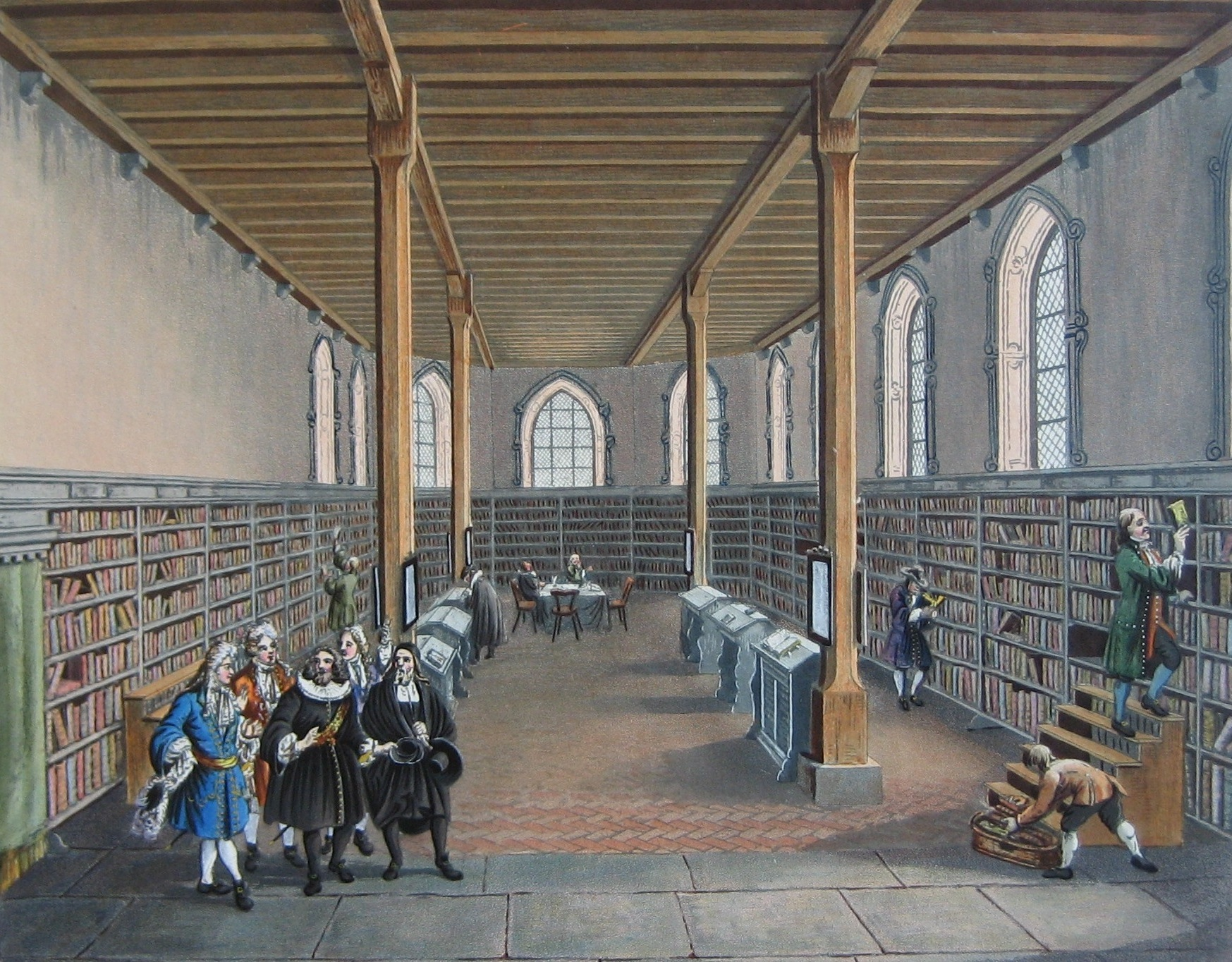
La “Wasserkirche“, chiesa in mezzo alle acque della Limmat, come biblioteca comunale. Disegno di Franz Hegi, 1845

La biblioteca comunale si sviluppò dapprima in modo autonomo rispetto alla biblioteca capitolare e a quella cantonale. Il 6 febbraio del 1629 quattro giovani commercianti zurighesi decisero di fondare una Società della Biblioteca Comunale con l'obiettivo di allestire per la città di Zurigo una biblioteca scientifica aperta al pubblico – in un certo modo per controbilanciare quella capitolare che era accessibile in primo luogo ai membri del capitolo. All'inizio dell'anno 1634 la “Biblioteca nova Tigurinorum publico-privata“ aprì le porte nella “Wasserkirche“, la chiesa di stile tardo-gotico fondata in mezzo alle acque della Limmat, che a partire dalla Riforma protestante serviva da magazzino.
Il patrimonio della biblioteca crebbe non da ultimo grazie alle assidue donazioni di cittadini zurighesi. In pochi anni la biblioteca diventò con i suoi libri, le sue monete e collezioni d'arte e di reperti di storia naturale un vero tempio per gli eruditi di Zurigo. Inizialmente la biblioteca copriva tutti i campi dello scibile con una collezione universale. Ma dopo la fondazione della Società degli Studiosi di Scienze Naturali per opera del canonico Johannes Gessner (1746), della Società della Biblioteca di Medicina e Chirurgia per opera del canonico Johannes Heinrich Rahn (1780), della Società della Biblioteca Giuridica (1823) e della Società Antiquaria (1832), e, soprattutto, dopo la fondazione della biblioteca cantonale, gli acquisti della biblioteca comunale si concentrarono sempre più sulle scienze umane e sui Turicensia. La biblioteca comunale fu la prima biblioteca svizzera in assoluto a pubblicare nel 1744 un catalogo a stampa del suo patrimonio; l'ultimo catalogo del 1900/01 contava già 12 volumi. Fra 1899 e 1907 Wilhelm Wyss elaborò poi per la prima volta un catalogo tematico.

### Biblioteca Centrale
Verso la fine dell'Ottocento gli appelli perché fosse creata una biblioteca centrale si moltiplicarono. Il momento sembrava favorevole dato che tutte e due le biblioteche, quella comunale e quella cantonale, soffrivano di una notoria mancanza di spazio. Alla fine fu Hermann Escher (1857-1938), dal 1887 direttore della biblioteca comunale e dal 1896 legato anche alla biblioteca cantonale in quanto membro della commissione di vigilanza, a promuovere energicamente il progetto di una biblioteca centrale. Un primo importante risultato di questo progetto consisté nel catalogo alfabetico centrale, disponibile al pubblico dal 1901, che registrava i fondi librari di tutte le biblioteche della città di Zurigo. Nell'anno 1914 i cittadini della città e del cantone di Zurigo si dichiararono con chiara maggioranza favorevoli alla fusione della biblioteca comunale e di quella cantonale. Grazie a generosi fondi privati la Biblioteca Centrale aprì le porte a Zähringerplatz come fondazione pubblica – con la città e il cantone quali finanziatori paritari – sotto la direzione di Hermann Escher. Circa ottant'anni più tardi, dopo anni di acuta mancanza di spazio e ricorso a depositi librari esterni, la Biblioteca Centrale si insediò nel nuovo edificio più ampio, costruito fra il 1990 e il 1994, al posto degli antichi magazzini. Nell'edificio vecchio, pure ristrutturato e rinnovato, si trovano da allora le collezioni speciali, eccezion fatta per la sezione musicale sistemata nel coro della chiesa dei Predicatori.

## Patrimonio
Il patrimonio della Biblioteca Centrale comprende 5.300.000 unità (stato del dicembre 2010), fra l'altro:
- 4.100.000 libri e volumi di riviste
- 220.000 disegni e fotografie
- 127.000 manoscritti
- 251.000 carte geografiche
- 564.000 microfilm (1.500.000 titoli)
- 44.000 supporti audiovisivi
- 100.000 partiture musicali
- 8.700 testate di periodici correnti
- 53.000 testate di riviste elettroniche
- 190 giornali

La Biblioteca Centrale fa parte all'unione d'Informazione della Svizzera tedesca (IDS) che garantisce l'accesso a tutte le biblioteche con una sola tessera di utente. Il patrimonio della Biblioteca Centrale come pure quello della biblioteca del Politecnico di Zurigo e quello di più di 80 altre biblioteche svizzere è consultabile dal 1990 tramite il catalogo comune in linea NEBIS, nel quale sono registrati oltre tre milioni di titoli. Il patrimonio più antico, risalente agli anni tra il 1465 e il 1989, è consultabile tramite il Catalogo Centrale Alfabetico (AZK) e il Catalogo Tematico (SWK). Dal 2009 è in corso l'intergrazione del patrimonio antico nel catalogo unico NEBIS.
L'accesso alle riviste elettroniche si effettua tramite la Biblioteca Elettronica dei Periodici (EZB). La Biblioteca Centrale fa parte della rete universitaria zurighese e permette così agli studenti e ai collaboratori l'accesso a numerose banche dati con testi integrali e repertori bibliografici.

## Collezioni speciali
La Biblioteca Centrale comprende cinque collezioni: la collezione grafica, la sezione manoscritti, la sezione delle carte geografiche, la sezione musicale e la collezione dei libri antichi. Molti fondi risalgono a biblioteche precedenti poi confluite nella Biblioteca Centrale e sono accessibili tramite: il catalogo elettronico, cataloghi speciali (per esempio il catalogo dei manoscritti), indici di lasciti o altri cataloghi a stampa.

### Collezione grafica e archivio fotografico
La collezione grafica fu fondata nel 1854 grazie al legato testamentario dello zurighese Leonhard Ziegler (1749-1800), un fabbricante di carta, che donò la sua collezione di oltre 60.000 fogli sciolti. Si aggiunsero poi numerosi altri lasciti e donazioni di collezionisti zurighesi. Attualmente la collezione conta 220.000 fogli grafici di epoche diverse dal XV al XX secolo, 162.000 cartoline illustrate, 11.000 fotocromie, fogli volanti illustrati, disegni, caricature e fogli relativi a eventi storici, a fatti militari e ad abiti tradizionali. Vi si aggiungono l'opera completa a stampa di Salomon Gessner, Daniel Chodowiecki e Franz Hegi come pure i lasciti degli artisti Otto Baumberger, Oskar Dalvit, Max Hunziker, Gottfried Keller, Warja Lavater, Gregor Rabinovitch e Johann Rudolf Rahn. La sezione grafica gestisce, inoltre, la collezione dei dipinti della Biblioteca Centrale che comprende in prima linea ritratti di illustri personaggi zurighesi vissuti tra il XVI e XIX secolo.

### Sezione manoscritti
La sezione manoscritti fu fondata nel 1964, come uno dei primi atti ufficiali del direttore Paul Scherrer. Essa comprende 650 manoscritti medievali, tra cui figurano anche manoscritti ebraici ed orientali. Importanti sono soprattutto le collezioni con numerosi manoscritti sulla storia della Riforma protestante: la cosiddetta Wickiana, una collezione di avvenimenti singolari raccolti da Johann Jakob Wick (1522-1588); il Thesaurus Hottingerianus, con documenti originali e copie di documenti dei secoli XVI e XVII raccolti da Johann Heinrich Hottinger (1620-1667); e la Simleriana, con copie di originali risalenti ai secoli XVI e XVII approntate per mano di Johann Jakob Simler (1716-1788). La sezione dei manoscritti gestisce pure più di 500 lasciti di scrittori ed artisti (quelli di Johann Jakob Bodmer, Armin Bollinger, Elias Canetti, Gottfried Keller, Oskar Kokoschka, Conrad Ferdinand Meyer, Johann Heinrich Pestalozzi), così come ampie collezioni di lettere e di autografi, archivi familiari, archivi di case editrici e archivi delle corporazioni di arti e mestieri. Tra gli epistolari si trovano anche lettere di esuli italiani durante il periodo fascista, quali Ignazio SiloneFeranco Fortini.

### Sezione carte geografiche e panorami
Questa sezione presenta attualmente un patrimonio di 245.000 carte geografiche. Tra queste si trovano 1.000 carte manoscritte, carte topografiche di tutti i paesi europei e di tanti paesi extraeuropei, piante di città e anche varie carte militari e nautiche. Fanno inoltre parte del patrimonio all'incirca 4.000 atlanti. La maggior parte dei fondi di questa sezione risale alla biblioteca comunale, che collezionò carte sin dalla sua fondazione e ampliò in modo considerevole il proprio patrimonio nel XIX secolo grazie a donazioni di collezionisti privati. Quando accolse i fondi della società di carte geografiche, fondata nel 1850, la biblioteca comunale allestì una sezione apposita per le carte geografiche e i panorami la quale confluì nel 1917 nella Biblioteca Centrale.

### Sezione musicale
Nel 1971 fu creata per iniziativa del direttore Paul Scherrer e del suo successore Hans Baer la sezione musicale, che in un primo tempo ebbe sede nell'edificio principale. Oggi si trova nel coro della chiesa dei Predicatori, situata accanto alla Biblioteca Centrale, già antica sede della biblioteca cantonale. Oltre a partiture a stampa e supporti audio la sezione musicale conserva una delle più grandi collezioni di Wagneriana del mondo, più di 190 lasciti di compositori, musicisti e musicologi, come anche vari archivi di case editrici e di società. Nel 1978 inglobò l'antica biblioteca musicale dell'Opernhaus di Zurigo che comprendeva partiture di opere e operette dell'Ottocento e del primo Novecento, tra cui diverse partiture e materiale per l'orchestra usati in occasione di prime rappresentazioni. Nel 1999 confluirono nella sezione musicale gli antichi fondi del conservatorio e della sala di concerti Tonhalle, tra cui figurano prime edizioni e anteprime di opere di Richard Wagner e Franz Liszt. Nella sezione musicale si trova anche il deposito permanente della biblioteca della società musicale di Zurigo (Allgemeine Musik-Gesellschaft Zürich), il cui patrimonio conta un gran numero di musica strumentale e vocale, sacra e profana, del XVII e XVIII secolo (per lo più di editori italiani, olandesi e tedeschi), così come una vasta collezione di documenti relativi a rappresentazioni del XIX secolo.

### Sezione dei libri antichi e rari
La sezione dei libri antichi gestisce stampe e libri rari e preziosi della Biblioteca Centrale. Comprende 1.600 incunaboli e varie stampe del XVI secolo – soprattutto numerosi scritti a stampa zurighesi – e una collezione di volantini della rivoluzione francese approntata da Paul Usteri (1768-1831). La maggioranza di queste rarità proviene dai patrimoni storici della biblioteca comunale e cantonale. La sezione dei libri antichi acquisì poi numerose biblioteche private di importanti eruditi zurighesi, come quella di Ulrico Zwingli, Heinrich Bullinger (1504-1575), Rudolph Gwalther (1519-1586) e Konrad Gessner (1516-1565). Ai documenti digitalizzati di questa sezione si può accedere tramite la piattaforma www.e-rara.ch.

### Biblioteca Oskar R. Schlag
Nel 1990 la Biblioteca Centrale ricevé in donazione la biblioteca esoterica dello psicoterapeuta e grafologo Oskar Rudolf Schlag (1907-1990), la quale si trova ancora oggi nei locali originari della casa di Schlag. A partire dagli anni trenta del Novecento Schlag collezionò libri e documenti delle discipline occulte e fondò così una delle più importanti biblioteche in campo esoterico a livello mondiale.